# Tuberarcturus fungifer
Tuberarcturus fungifer is een pissebed uit de familie Antarcturidae. De wetenschappelijke naam van de soort is voor het eerst geldig gepubliceerd in 1998 door Oleg Grigor'evich Kussakin & Galina S. Vasina.